# Джордж Баланчин
Джордж Баланчи́н (англ. George Balanchine; при народженні Георгій Мелітонович Баланчивадзе, груз. გიორგი მელიტონის ძე ბალანჩივაძე; 22 січня 1904, Санкт-Петербург — 30 квітня 1983, Нью-Йорк) — американський хореограф грузинського походження, засновник американського балету.

## Біографія
Народився 9 [22] січня 1904 року в сім'ї грузинського композитора Мелітона Баланчивадзе. Його молодший брат Андріа також став композитором.
1914 року зарахований до балетної школи при Маріїнському театрі, де навчався у Павла Гердта і Самуїла Андріанова. Після Жовтневої революції, коли школу розпустили, працював тапером. Після відновлення занять, продовжив навчання і в 1921 році, закінчивши її, вступив в балетний клас Петроградської консерваторії, де вивчав також гру на фортепіано, теорію музики, контрапункт, гармонію і композицію, і був прийнятий у кордебалет Державного театру опери та балету.
1922 року одружився з п'ятнадцятирічною танцівницею Тамарою Жевержеєвою, донькою відомого театрального діяча Левкія Жевержеєва. 1923 року закінчив консерваторію і вперше виступив як балетмейстер, взявши участь у вечерах «Молодого балету» у Петрограді.
1924 року, під час поїздки на гастролі до Німеччини, разом з кількома іншими радянськими танцівниками вирішив залишитися в Європі і незабаром опинився в Парижі, де отримав запрошення від Сергія Дягілєва на місце хореографа в Російському балеті. За порадою Дягілєва танцюрист адаптував своє ім'я на західний манер — Джордж Баланчин.
Незабаром став балетмейстером Російського балету, і впродовж 1924—1929 років (до смерті Дягілєва) поставив дев'ять великих балетів і низку невеликих окремих номерів. Співпрацював із такими композиторами, як Сергій Прокоф'єв, Ігор Стравінський, Клод Дебюссі, Ерік Саті, Моріс Жозеф Равель. Проте серйозна травма коліна не дозволила йому продовжувати кар'єру танцівника, і він повністю переключився на хореографію.
Після смерті Сергія Дягілєва Російський балет почав розпадатися, і Баланчин покинув його. Працював спочатку в Лондоні, потім в Копенгагені, де був запрошеним балетмейстером. У 1932 році повернувся в Новий Російський балет «Балле рюсс де Монте-Карло», який влаштувався у Монте-Карло, і постав кілька номерів для Тамари Туманової. Незабаром знову пішов з нього, і у 1933 році організував власну трупу — «Балет 1933» (Les Ballets 1933). Трупа проіснувала лише кілька місяців, але за цей час провела у Парижі фестиваль з тією ж назвою. Після однієї з постановок американський меценат Лінкольн Кірстайн запропонував митцю перебратися до Сполучених Штатів Америки і там заснувати балетну трупу, на що отримав згоду. В жовтні того ж року хореограф переїхав.

### Балетмейстер у США

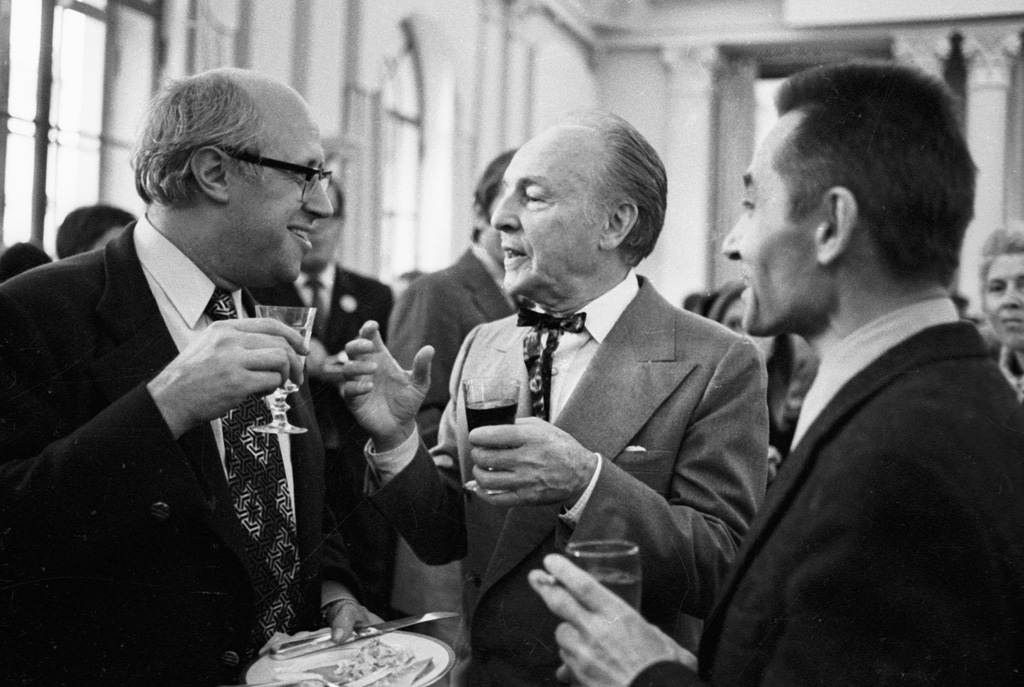
Мстислав Ростропович, Джордж Баланчин та Юрій Григорович, фото 1972 року

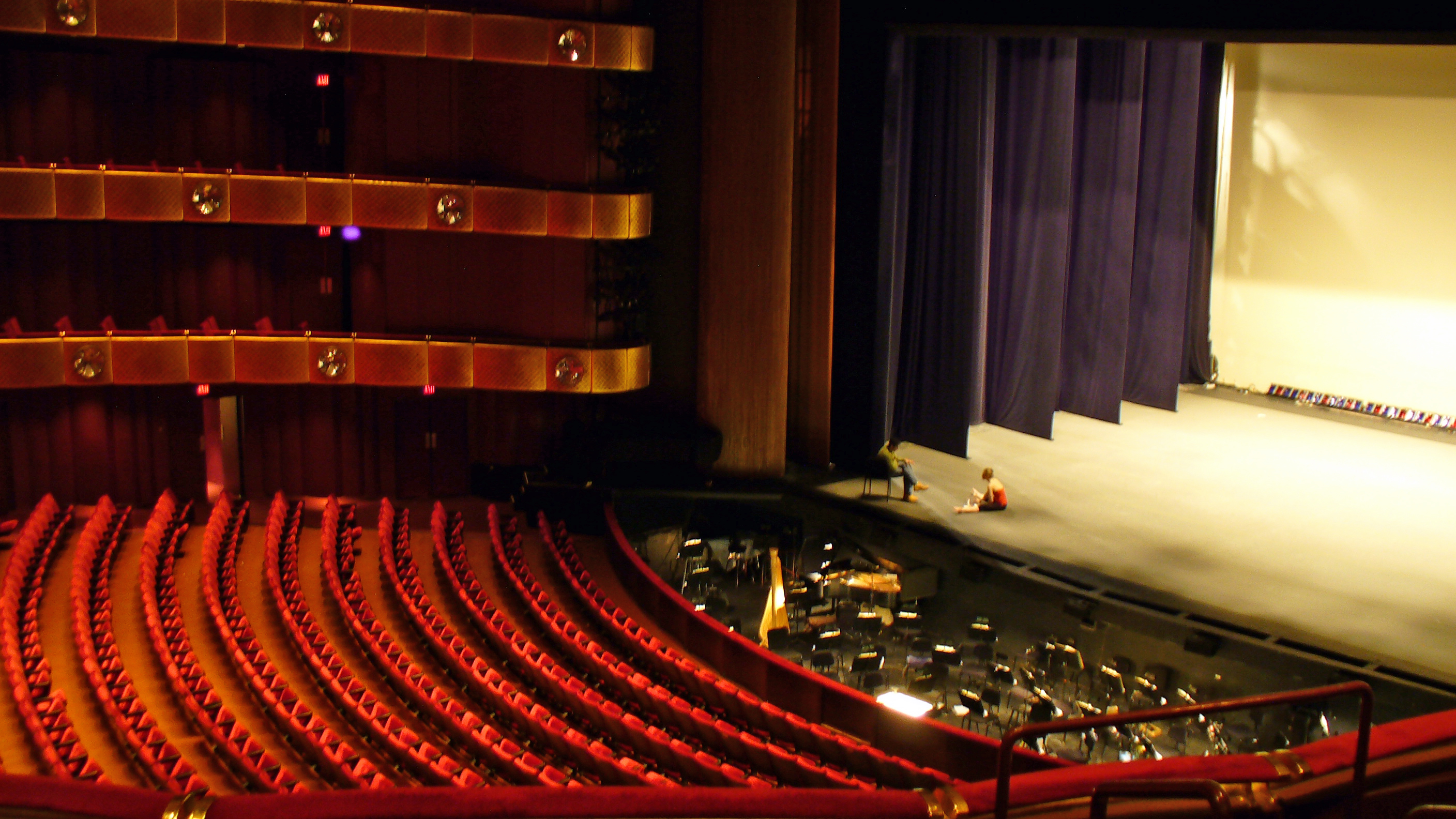
Архітектор Філіп Джонсон спорудив Нью-Йоркський міський балет за задумом та вимогами Баланчина

Першим проектом Баланчина на новому місці було відкриття балетної школи. За фінансової підтримки Лінкольна Кірстайна і Едварда Ворберга 2 січня 1934 року Школа Американського балету прийняла перших учнів. Баланчин сам викладав у школі, відкривши талант Гілсі Кіркланд, а також особисто відібрав та запросив низку яскравих танцюристів, зокрема Мюріела Стюарта, українських балерин Антоніну Тумковську та Хелен Дудін, обидві уродженки Києва, та Олександру Данілову, що виховали кілька поколінь артистів американського балету.
Через рік Баланчин засновував професійну трупу — «Американський балет», який виступав спочатку в Метрополітен-опера, потім гастролював як самостійний колектив, а в середині 1940-х розпався.
Нова трупа Баланчина «Балетне товариство» була створена знову при щедрій підтримці Кірстайна. 1948 року Баланчину надійшло запрошення керувати цією трупою у складі Нью-Йоркського центру музики і драми. Так «Балетне товариство» стало «Нью-Йоркс сити балле». Ставив також у театрах Буенос-Айреса, Копенгагена, Лондона, Мілана.
У 1950-ті — 1960-ті роки Баланчин здійснив ряд успішних постановок, серед них і «Лускунчик» Петра Чайковського, виконання якого стало різдвяною традицією у США.
З кінця 1970-х у хореографа почали проявлятися ознаки хвороби Кройцфельда—Якоба. Помер 30 квітня 1983 року, похований на кладовищі Окленд в Нью-Йорку.

## Постановки
| Рік  | Прем'єра                               | Назва балету                       | Композитор            | Декорації та костюми                                                   | Перші виконавці | Трупа                     | Ілюстр-я |
| ---- | -------------------------------------- | ---------------------------------- | --------------------- | ---------------------------------------------------------------------- | --- | ------------------------- | -------- |
| 1925 | 17 червня, Париж Театр Гете — лірик    | Пісня солов'я                      | Ігор Стравінський     | Анрі Матісс                                                            | | Російський балет Дягілева |          |
| 1925 | 11 грудня, Лондон Coliseum             | Barabo                             | Вітторіо Рієті        | Моріс Утрілло                                                          | Леон Войциковський, Серж Лифар, Аліса Нікітіна, Олександра Данилова, Тамара Жевержеєва                                                           | Російський балет Дягілева |          |
| 1926 | 19 травня, Париж Театр Сари Бернар     | Пастораль                          | Жорж Орік             | Педро Прюна                                                            | Фелія Дубровська, Тамара Жевержеєва Серж Лифар, Тадеуш Славінський                                                                               | Російський балет Дягілева |          |
| 1926 | 3 червня, Париж Театр Сари Бернар      | Чортик з табакерки                 | Ерік Саті             | Андре Дерен                                                            | Станіслав Ідзиковський, Олександра Данилова, Любов Чернишова                                                                                     | Російський балет Дягілева |          |
| 1926 | 3 грудня, Лондон театр Ліцей           | Тріумф Нептуна                     | Лорд Бернерс          | герцога Шервашидзе(пом.) Педро Пруна(K)                                | Олександра Данилова, Серж Лифар, Лідія Соколова, Михайло Федоров, Любов Чернишова, Віра Петрова, Тетяна Шамьє, Джордж Баланчин, Костянтин Черкас | Російський балет Дягілева |          |
| 1927 | 30 квітня Опера Монте-Карло            | Кішка                              | Анрі Соге             | Наум Габо Антуан Певзнер (сценографія та скульптури)                   | Аліса Нікітіна, Серж Лифар | Російський балет Дягілева |          |
| 1928 | 12 Червня, Париж Театр Сари Бернар     | Аполлон Мусагет                    | Ігор Стравінський     | Андре Бошан Коко Шанель (к., 1929)                                     | Серж Лифар, Аліса Нікітіна, Любов Чернишова, Фелія Дубровська                                                                                    | Російський балет Дягілева |          |
| 1928 | 16 липня, Лондон Театр Його Величності | Боги-жебраки                       | Георг Фрідріх Гендель | Леон Бакст (д. з «Дафніса і Хлої») Хуан Гріс (к. з «Спокуси пастушки») | Олександра Данилова, Леон Войциковський, Любов Чернишова, Фелія Дубровська, Костянтин Черкас                                                     | Російський балет Дягілева |          |
| 1929 | 7 травня Опера Монте-Карло             | Бал                                | Вітторіо Рієті        | Джорджо де Кіріко                                                      | Олександра Данилова, Антон Долін, Андрій Бобров, Феліція Дубровська, Леон Войціковскій, Джордж Баланчин, Євгенія Липковська, Серж Лифар          | Російський балет Дягілева |          |
| 1929 | 21 травня, Париж Театр Сари Бернар     | Блудний син (фр. Le fils prodigue) | Сергій Прокоф'єв      | Жорж Руо                                                               | Серж Лифар, Михайло Федоров, Фелія Дубровська, Елеанор Марра, Наталія Браницька, Леон Войціковскій, Антон Долін                                  | Російський балет Дягілева |          |

Балетмейстер вважав, що в балеті абсолютно не важливий сюжет, головне лише музика і сам рух: «Треба відкинути сюжет, обійтися без декорацій і пишних костюмів. Тіло танцівника — його головний інструмент, його має бути видно. Замість декорацій — зміна світла… Тобто танець висловлює все за допомогою тільки лише музики.».